# Estudio estadio
Estudio estadio és un programa de resum futbolístic, emès a Televisió Espanyola entre 1972 i 2005, i de nou en emissió des del 15 de febrer de 2009.

## Format
Espai en el qual es fa un repàs dels partits de futbol de Primera i Segona divisió de la Lliga de Futbol Espanyola.
Entre les seves seccions, s'analitza els resultats dels partits, entrevistes amb entrenadors i jugadors o la La Quiniela.

## Història
Va començar a emetre's per La 1 de TVE en setembre de 1972, amb presentació de Pedro Ruiz, direcció de Miguel Ors i la col·laboració de l'àrbitre José María Ortiz de Mendíbil. A diferència del seu immediat predecessor, el programa Ayer domingo, Estudio Estadio podia, gràcies als avanços tecnològics, emetre's el mateix dia en què es jugaven els partits, i va incorporar la coneguda Moviola, és a dir una repetició a càmera lenta de les jugades polèmiques per a poder comentar-les.
En la temporada 1979-1980 el programa va canviar el seu títol pel de Gran estadio, però conservant bàsicament el mateix format de sempre i entre 1980 i 1982, es va denominar Deportivo.
Entre 1984 i 1987 va comptar amb una edició matinal. Posteriorment, des de 1988, el programa es va emetre en La 2 de TVE. En la temporada 1989-1990 es van incorporar concursos (La Liga del millón) i el tractament d'altres esports, comptant per a això amb la col·laboració, respectivament, de Jordi Hurtado i Loreto Valverde.
En 2005, després de més de 30 anys en emissió, el programa va ser cancel·lat per a ser substituït per un altre programa d'anàlogues característiques titulat El rondo. Alhora, aquest va ser substituït per Club de fútbol, amb Josep Pedrerol, en 2007.
El programa finalment tornava a la pantalla petita, concretament a La 2 de TVE el 15 de febrer de 2009, amb Marcos López i Juan Carlos Rivero en la presentació. Des de setembre del 2010 comença a emetre's per Teledeporte.
El 12 de gener de 2013 RTVE va reinventar el programa per a competir amb Futboleros i Punto pelota i va començar a emetre's tots els dies de la setmana a partir de les 22.30 hores en Teledeporte. De dissabte a dimecres el presentador és Juan Carlos Rivero des de Madrid i els dijous i divendres ho presenta Xavi Diaz des de Barcelona. Des de 2015, es manté Rivero alternant amb David Figueira. Àdhuc mantenint la seva emissió en Teledeporte, des d'agost de 2015, TVE emet Estadio 1 en La 1 de TVE la nit dels diumenges, un programa anàleg al que va ser originalment el concepte de Estudio estadio.
Tanmateix, en el nou canal les audiències no han acompanyat al programa que, a l'inici de la temporada 2016-2017 tenia entre el 0,6% i el 1,1% de quota de pantalla.

## Equip
Va estar dirigit per Miguel Ors fins a 1983, sent substituït successivament per José María Quesada (1983-1984), Pablo González Tocino, Julio César Fernández i José Ángel de la Casa. Entre altres personalitats que van col·laborar amb el programa, Matías Prats i Jordi Hurtado van ser alguns dels més coneguts, juntament amb Jesús Álvarez Cervantes i Iñaki Cano. Fins i tot van comptar amb José Ángel de la Casa, fins al 28 de març de 2007 comentarista de TVE en partits de la selecció de futbol d'Espanya.
Al novembre de 2011, TVE va destituir el seu director, Paco Grande, per les crítiques rebudes cap als seus companys Sergio Sauca i Silvia Barba.

### Llista de presentadors d'Estudio Estadio
- Julián Reyes (2012-2015).
- Marta Solano (2011-2012).
- Marcos López (2009-2010).
- Substituït per El rondo i Club de fútbol (2005-2009).
- Lourdes García Campos (2004-2005).
- Iñaki Cano (2000-2004).
- Josetxo Lizarza (1994-1995).
- Juan Carlos Rivero (1994-2004; 2009-).
- José Ángel de la Casa (1988-1990).
- Jesús Álvarez (1981-1986).
- Matías Prats (1983-1993).
- José María Casanovas (1981-1982).
- Juan Manuel Gozalo (1977-1982).
- Miguel Ors (1978-1983).
- Mari Carmen Izquierdo (1977-1983).
- Juan Antonio Fernández Abajo (1976-1977)
- Miguel Vila (1974-1978).
- Julio César Fernández (1974-1976).
- Pedro Ruiz (1972-1974).